# Ryta Turawa
Ryta Turawa (ur. 28 grudnia 1980 w Witebsku) – białoruska lekkoatletka, wicemistrzyni świata i mistrzyni Europy w chodzie sportowym, wielokrotna mistrzyni i rekordzistka kraju.
Wszystkie sukcesy w karierze seniorskiej odniosła na dystansie 20 kilometrów:
- 4. miejsce podczas Igrzysk Olimpijskich (Ateny 2004)
- srebrny medal Mistrzostw Świata w Lekkoatletyce (Helsinki 2005)
- 1. miejsce w Pucharze Świata w Chodzie (La Coruna 2006)
- złoty medal na Mistrzostwach Europy w Lekkoatletyce (Göteborg 2006)
- 1. lokata w pucharze Europy w chodzie (Royal Leamington Spa 2007)

## Rekordy życiowe
- Chód na 20 kilometrów – 1:26:11 (2006) – rekord Białorusi, najlepszy rezultat nie należący do reprezentantki Rosji[1]
- Chód na 10 kilometrów – 42:27 (2005)
- Chód na 5000 metrów (hala) – 20:37,77 (2005) były rekord świata[2]

Siostra Ryty Turawej – Alesia również jest lekkoatletką, byłą rekordzistką świata i mistrzynią Europy w biegu na 3000 metrów z przeszkodami z 2006.